# Denni Xhepa
Denni Xhepa (* 6. Mai 2003 in Pinerolo, Italien) ist ein albanischer Skirennläufer.

## Karriere
Denni Xhepa nahm 2019 zum ersten Mal an einem FIS-Rennen in Bormio teil.
Er wurde als einziger Vertreter Albaniens für die Olympischen Winterspiele 2022 nominiert. Er hatte sich in der Qualifikation knapp gegen den vierfachen albanischen Vertreter Erjon Tola durchgesetzt. Beim Riesenslalom schied er im ersten Lauf aus, beim Slalom erreichte er den 28. Rang von 45 Fahrern, die es ins Ziel schafften.
Bei den Weltmeisterschaften 2025 schied er im Super-G aus.

## Privates
Denni Xhepa lebt und trainiert im italienischen Sestriere. Seine Eltern sind in den 1990er Jahren aus Albanien ins Piemont gezogen. Denni fährt für den Sci Club Sestriere. Er besucht das Sportgymnasium von Oulx. Sein elf Jahre älterer Bruder Sildi, Skilehrer in Sestriere, unterstützt ihn als Trainer bei den Olympischen Spielen in Peking.

## Erfolge

### Olympische Winterspiele
- Peking 2022: 28. Slalom

### Weltmeisterschaften
- Courchevel 2023: 32. Riesenslalom

### Juniorenweltmeisterschaften
- Panorama 2022: 32. Super-Kombination, 36. Slalom, 46. Abfahrt, 61. Super-G, 61. Riesenslalom

### Europäisches Olympisches Jugendfestival
- Vuokatti 2021: 22. Slalom

### Weitere Erfolge
- Eine Platzierung unter den besten 15 im South American Cup